# Lime rain
「Lime rain」（ライム・レイン）は、日本のヴィジュアル系ロックバンドLa'cryma Christiの9枚目のシングル。2000年1月19日にリリースされた。日本テレビのバラエティ番組「ぐるぐるナインティナイン」のエンディングテーマになった。

## エピソード
- NHKの番組「POP JAM」でこの曲を歌った際、歌詞が一部差し替えられた。
- プロモーションビデオには、イメージとして子役を起用している他、メンバー全員が体の一部に包帯を巻いている。
- 初のマキシシングルとしてのリリースである。シングルジャケットの人形はLEVINが「ライムちゃん」と命名した。人形はブードゥー人形を現したものであり、歌詞のテーマは「呪い」である。なお、血液に見える人形の心臓は、チョコレートで出来ている。
- オリコンチャートではトップ10にランクインできず、これは1997年の「南国」以来6作振りである。売り上げも前作の半分以下となった。

## 収録曲
1. Lime rain
作詞 - TAKA 作曲 - KOJI
2. ファシズム
作詞 - TAKA 作曲 - HIRO
3. Lime rain（unvocal version）
4. ファシズム（unvocal version）

## 収録作品
- magic theatre（#1,2）
- Sound & Vision THE SINGLES + Selection from Live “DECADE”（#1）
- La'cryma Christi Singles + Clips（#1,2）